# کدوسرخ بزرگ
کدوسرخ بزرگ (نام علمی: Coccinia grandis) نام یک گونه از تیره کدوییان است.